# Свети Георги (Перник)
Църквата „Свети Георги“ е православен храм в град Перник, най-старата действаща църква в града.
Построена е през 1843 година на хълм в местността Кървавото в югозападния край на града, на ул. „Черковна“ № 10.
Олтарните икони в църквата са дело на Захарий Зограф, нарисувани са между 1843 и 1846 година. Съвременното разпятие е рисувано по-късно, дело на друг майстор. Стенописите са дело на Коста Вальов и синовете му – представители на Самоковската художествена школа.
В двора на църквата от северната страна са издигнати камбанарията и гробът на свещеник Георги поп Стоилов (1840 – 2 февруари 1930), на чийто паметник е написано „Достойно служи 60 години Богу и народу в гр. Перник“. До надгробния паметник е поставен и старинен кръст от тип „тамплиерски“ с по един букел на всяко от трите рамена.

## Галерия
- Южната страна на храма
- Поглед от северозапад
- Храмовата икона
- Камбанарията
- Надгробният паметник на свещеник Георги Попстоилов
- Старинният кръст